# (210182) Mazzini
(210182) Mazzini est un astéroïde de la ceinture principale.

## Description
(210182) Mazzini est un astéroïde de la ceinture principale. Il fut découvert le 26 octobre 2006 à Vallemare Borbona par Vincenzo Silvano Casulli. Il présente une orbite caractérisée par un demi-grand axe de 3,24 UA, une excentricité de 0,01 et une inclinaison de 13,8° par rapport à l'écliptique.

## Compléments